# Anisus strauchianus
Anisus strauchianus е вид охлюв от семейство Planorbidae.

## Разпространение и местообитание
Този вид е разпространен в Русия и Украйна.
Обитава сладководни басейни и реки.